# بين كلاركسون كونالي
بين كلاركسون كونالي (بالإنجليزية: Ben Clarkson Connally)‏ هو محامي وقاضي أمريكي، ولد في 28 ديسمبر 1909 في مارلين في الولايات المتحدة، وتوفي في 2 ديسمبر 1975.